# Relais 4 × 100 mètres masculin aux Jeux olympiques d'été de 1956 (athlétisme)
Navigation
Helsinki 1952 Rome 1960
Le 4 × 100 mètres masculin des Jeux olympiques d'été de 1956 se déroulait à Melbourne ; 18 nations ont participé.

## Records
| Record du monde  | 39 s 8 | États-Unis | 9 août 1936 | Berlin |
| Record olympique | 39 s 8 | États-Unis | 9 août 1936 | Berlin |

## Résultats
En gras, les meilleurs temps ; abrégé « DNQ » : pour signifier une non-qualification.
| Place              | Athlètes                                                                              | Tps en série | Tps en demi | Tps en finale |
| Finalistes         | Finalistes                                                                            | Finalistes   | Finalistes  | Finalistes    |
| ------------------ | ------------------------------------------------------------------------------------- | ------------ | ----------- | ------------- |
| 1ers               | États-Unis Thane Baker Leamon King Bobby Joe Morrow Ira Murchison                     | 40 s 5       | 40 s 3      | 39 s 5 (RM)   |
| 2es                | Union soviétique Leonid Bartenyev Yuriy Konovalov Vladimir Sukharev Boris Tokarev     | 40 s 7       | 40 s 3      | 39 s 8        |
| 3es                | Équipe unifiée d'Allemagne Heinz Fütterer Manfred Germar Lothar Knörzer Leonhard Pohl | 40 s 8       | 40 s 5      | 40 s 3        |
| 4es                | Italie Giovanni Ghiselli Franco Galbiati Luigi Gnocchi Vincenzo Lombardo              | 40 s 9       | 41 s 1      | 40 s 3        |
| 5es                | Royaume-Uni Kenneth Box Roy Sandstrom David Segal Brian Shenton                       | 41 s 2       | 40 s 6      | 40 s 6        |
| 6es                | Pologne Zenon Baranowski Marian Foik Janusz Jarzembowski Edward Szmidt                | 40 s 9       | 41 s 0      | 40 s 6        |
| Demi-finalistes    |                                                                                       |              |             |               |
| —                  | Australie Gavin Carragher Hector Hogan Raymond Land Edward McGlynn                    | 40 s 6       | 40 s 8      | DNQ           |
| —                  | Pakistan Abdul Aziz Muhamad Sharif Butt Abdullah Salem Khaliq Ghulam Raziq            | 41 s 3       | 40 s 8      | DNQ           |
| —                  | France René Bonino Alain David Jocelyn Delecour Konstantin Lissenko                   | 40 s 8       | 41 s 3      | DNQ           |
| —                  | Japon Kanji Akagi Akira Kiyofuji Masaji Tajima Kyohei Ushio                           | 42 s 2       | 41 s 3      | DNQ           |
| —                  | Hongrie György Csányi Béla Goldoványi Sandor Jakabfy Geza Varasdi                     | 41 s 5       | 41 s 5      | DNQ           |
| —                  | Brésil Ary Facanha de Sa Jorge Machado João Pires Sobrinho José Telles da Conceição   | 41 s 6       | 43 s 8      | DNQ           |
| Éliminés en séries |                                                                                       |              |             |               |
| —                  | Canada Joseph Foreman Richard Harding Stanley Levenson John Parrington                | 41 s 7       | DNQ         | DNQ           |
| —                  | Venezuela Alfonso Bruno Clive Bonas Rafael Romero Apolinar Solorzano                  | 42 s 0       | DNQ         | DNQ           |
| —                  | Thaïlande Montri Srinaka Phaibulya Vacharabhan Vanchak Voradilok Snay Wongchaoom      | 44 s 2       | DNQ         | DNQ           |
| —                  | Éthiopie Haile Bekele Abebe Hailou Beyene Legesse Robba Nigouse                       | 44 s 3       | DNQ         | DNQ           |
| —                  | Liberia George Johnson Edward Martins Emmanuel Gbecy Putu James Roberts               | 44 s 7       | DNQ         | DNQ           |
| —                  | Nigeria Edward Alabi Ajado Abdul Karim Amu Titus Abimbola Erinle Rafio Adio Oluwa     | DSQ          | DNQ         | DNQ           |